# Heinrichsiella
Heinrichsiella, monotipski rod mahovnjača opisan 2019. godine, i smješten u poddiviziju Bryophytina. Jedina vrsta je H. patagonica, fosilna vrsta iz doba jure iz Patagonije.